# Ein ganz gewöhnlicher Jude (Film)
Ein ganz gewöhnlicher Jude ist ein von Oliver Hirschbiegel inszenierter deutscher Film aus dem Jahr 2005. Er basiert auf dem gleichnamigen Kammerspiel von Charles Lewinsky, der auch das Drehbuch für den Film verfasste.

## Handlung
Der Hamburger Journalist Emanuel Goldfarb, einziger Sohn von Holocaust-Überlebenden, wird von einem Lehrer über die Kultusgemeinde in dessen Unterricht eingeladen, damit er den Schülern Fragen zum Judentum beantwortet. 
Bei der Formulierung der Absage, in der Goldfarb seine Identität und sein Leben als Jude und Deutscher in Deutschland aufrollt, entsteht ein Monolog, den Goldfarb in ein Diktiergerät spricht – wütend über so vorsichtige Formulierungen wie „Mitglied Ihrer Religionsgemeinschaft“ oder „Jüdischer Mitbürger“ statt „Jude“.
Über 90 Minuten arbeitet sich Goldfarb in seinem Monolog durch die „jüdischen Themen“, um dem Lehrer seine Ablehnung plausibel zu machen – am Ende der Geschichte erlebt der Zuschauer ihn jedoch trotzdem im Klassenzimmer, ohne dass sein tatsächlicher Dialog mit den Schülern noch Teil der Handlung ist.

## Rezeption
Der Film wurde von der Kritik sehr unterschiedlich aufgenommen; während Alexia Weiss für das Portal juedische.at schrieb, das Thema jüdische Identitätsfindung sei bravourös und ohne jegliche Längen verarbeitet worden, und an anderer Stelle gelobt wird, dass hier ein Mensch, mit dem man sich getrost identifizieren kann und soll, präsentiert wird, gab es auch deutliche Verrisse, so etwa von Henryk M. Broder, der von einem Parforceritt der Plattitüden sprach und auch dem Buchtext bereits „Schwächen“ bescheinigte.